# Winners & Sinners
Winners & Sinners (Originaltitel: chinesisch 奇謀妙計五福星 / 奇谋妙计五福星, Pinyin Qímóu Miāojǐ Wŭ Fúxīng, Jyutping Kei4mau4 Miu6gai3 Ng5 Fuk1sing1 – „Fantastische Pläne der Fünf Glückssterne“; internationaler Titel: englisch Five Lucky Stars) ist ein 1983 in Hongkong gedrehter Martial-Arts-Film mit Sammo Hung in der Hauptrolle.

## Handlung
Fünf vom Pech verfolgte Kleinkriminelle werden aus dem Gefängnis entlassen und möchten nun endlich mit ehrlicher Arbeit ihren Lebensunterhalt verdienen, weshalb sie eine Reinigungsfirma gründen. Allerdings geraten sie durch Zufall an einen Koffer mit Falschgeld und den dazugehörigen Druckplatten, wodurch sie zur Zielscheibe des Unterweltbosses von Hongkong werden. Als dann die Schwester eines der Protagonisten entführt wird, starten sie eine große Befreiungsaktion, welche in einem Showdown in einer Lagerhalle endet.

## Kritik
„Burleske Gaunerkomödie, angereichert mit überdrehtem Slapstick, viel Action und turbulenten Kampfszenen.“

## Auszeichnungen
- Hongkong Film Awards 1984: Nominierung von Richard Ng in der Kategorie bester Schauspieler, Gewinner in der Kategorie Beste Action Fotografie.

## Hintergrund
- Höhepunkt des Filmes sind die Verfolgungsjagd auf Rollschuhen und die Massenkarambolage.
- Der Film ist der erste der erfolgreichen Lucky Stars-Reihe (福星系列,  Fúxīng xìliè, Jyutping Fuk6sing1 hai6lit6, englisch Lucky Star Serie – „Glücksstern-Reihe“). Yuen Biao und Jackie Chan sind lediglich in einer Nebenrolle zu sehen. Die Fortsetzungen sind Tokyo Powerman (Alternativtitel: My Lucky Stars) und Powerman 2 (Alternativtitel: Twinkle, Twinkle Lucky Stars).